# John Mathieson
John Mathieson, né le 3 mai 1961 à Purbeck (Dorset, Angleterre), est un directeur de la photographie britannique.

## Biographie
Il commence sa carrière en tant qu'assistant cameraman et se fait connaître en 1988 par son travail sur le clip musical de Peek-a-Boo, du groupe Siouxsie and the Banshees. Dans les années 1990, il travaille sur plusieurs spots publicitaires et sur des clips de Prince, Madonna et Massive Attack notamment. Il débute en tant que directeur de la photographie sur des longs-métrages avec deux films réalisés par Karim Dridi, Pigalle et Bye-bye. Pour son travail sur Gladiator, il remporte le BAFTA Award, le Satellite Award et le Critics Choice Award de la meilleure photographie et est nommé aux Oscars 2001. Il est à nouveau nommé à l'Oscar de la meilleure photographie en 2005 pour Le Fantôme de l'Opéra.

## Filmographie
- 1994 : Pigalle de Karim Dridi
- 1995 : Bye-bye de Karim Dridi
- 1997 : Twin Town de Kevin Allen
- 1998 : Love Is the Devil de John Maybury
- 1999 : Guns 1748 de Jake Scott
- 2000 : Gladiator de Ridley Scott
- 2001 : Hannibal de Ridley Scott
- 2001 : K-PAX : L'Homme qui vient de loin (K-Pax) de Iain Softley
- 2003 : Les Associés (Matchstick Men) de Ridley Scott
- 2004 : Trauma de Marc Evans
- 2004 : Le Fantôme de l'Opéra (The Phantom of the Opera) de Joel Schumacher
- 2005 : Kingdom of Heaven de Ridley Scott
- 2005 : Stoned de Stephen Woolley
- 2007 : August Rush de Kirsten Sheridan
- 2008 : Flashbacks of a Fool de Baillie Walsh
- 2009 : Boogie Woogie de Duncan Ward
- 2009 : Cracks de Jordan Scott
- 2010 : Robin des Bois (Robin Hood) de Ridley Scott
- 2010 : Brighton Rock de Rowan Joffé
- 2010 : Cadavres à la pelle (Burke and Hare) de John Landis
- 2011 : X-Men : Le Commencement (X-Men: First Class) de Matthew Vaughn
- 2012 : De grandes espérances (Great Expectations) de Mike Newell
- 2013 : 47 Ronin de Carl Erik Rinsch
- 2015 : Agents très spéciaux : Code UNCLE (The Man from U.N.C.L.E.) de Guy Ritchie
- 2015 : Pan de Joe Wright
- 2017 : Logan de James Mangold
- 2017 : Le Roi Arthur : La Légende d'Excalibur (King Arthur: Legend of the Sword) de Guy Ritchie
- 2018 : Marie Stuart, reine d'Écosse (Mary Queen of Scots) de Josie Rourke
- 2018 : American Woman de Jake Scott
- 2019 : Pokémon: Detective Pikachu de Rob Letterman
- 2022 : Batgirl d'Adil El Arbi et Bilall Fallah (film annulé)
- 2024 : L'Espion de Dieu de Todd Komarnicki
- 2024 : Gladiator 2 de Ridley Scott
- 2025 : Jurassic World : Renaissance (Jurassic World Rebirth) de Gareth Edwards